# Hoplocryptus barberi
Hoplocryptus barberi är en stekelart som först beskrevs av Henry Keith Townes, Jr. 1962.  Hoplocryptus barberi ingår i släktet Hoplocryptus och familjen brokparasitsteklar. Inga underarter finns listade i Catalogue of Life.